# Lechtal
Das Lechtal ist ein Alpental in Österreich, das zu einem großen Teil zu Tirol und zu einem kleineren Teil zu Vorarlberg und Bayern gehört. Es wird vom Lech durchflossen.

## Geografie

### Geografische Lage
Geografisch wird das Lechtal im Süden von den Lechtaler Alpen und im Norden von den Allgäuer Alpen begrenzt, das Quellgebiet ist das Lechquellengebirge.
Vom Lechtal zweigen mehrere Seitentäler ab, darunter linksseitig das Hornbachtal, das Schwarzwassertal und das Tannheimer Tal. Rechtsseitig verbindet durch das Namlostal eine Straße Stanzach mit Berwang und Bichlbach. Durch das Bschlabertal gelangt man nach Bschlabs, Boden und über das Hahntennjoch nach Imst. Das Gramaistal und das Kaisertal sind ebenfalls rechtsseitige Seitentäler des Lechtales. Bei Füssen geht es in das Bayrische Alpenvorland über.

### Gliederung
- Das Quellgebiet des Lech in Vorarlberg umfasst die Gemeinden Lech und Warth sowie einen kleinen Teil der Gemeinde  Dalaas, es wird zum Hochtannberggebiet genannt.
- Das Tiroler Lechtal umfasst mit seinen Nebentälern weite Teile des Außerfern (Bezirk Reutte). Die Ortschaften im Tal heißen: Steeg, Hägerau,  Holzgau,  Stockach, Bach, Elbigenalp,  Häselgehr,  Elmen,  Martinau,  Vorderhornbach,  Stanzach,  Forchach, Weißenbach am Lech, Höfen, Reutte, Breitenwang, Lechaschau, Pflach, Musau, Pinswang. Die Dörfer in den Seitentälern sind Kaisers, Gramais, Bschlabs,  Boden, Hinterhornbach, Namlos, Heiterwang, sowie Vils und Tannheim/Jungholz (an der obersten Vils).
- bei Füssen tritt das Tal in das Bayerische Alpenvorland ein

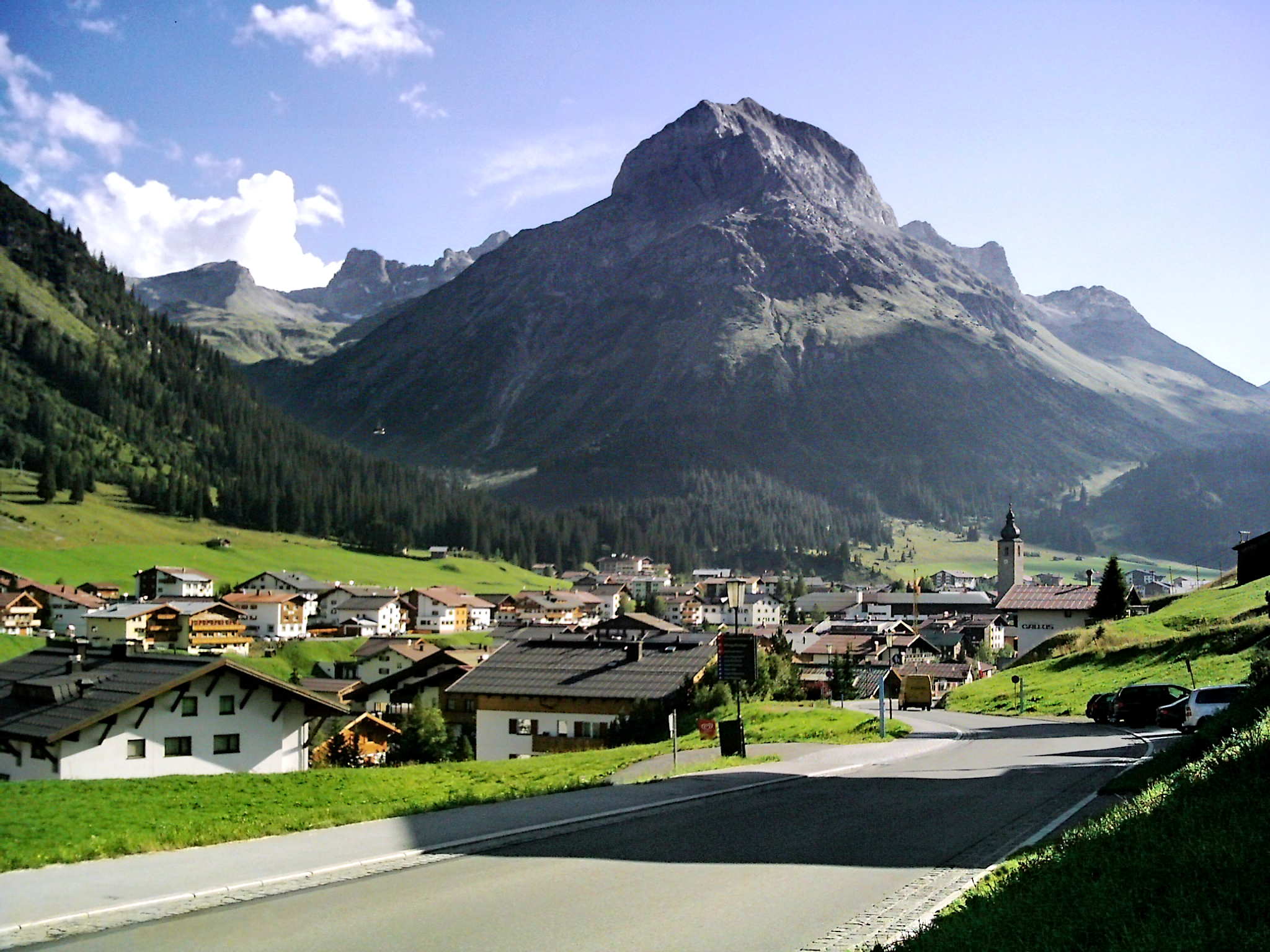
Quellgebiet (bei Lech)
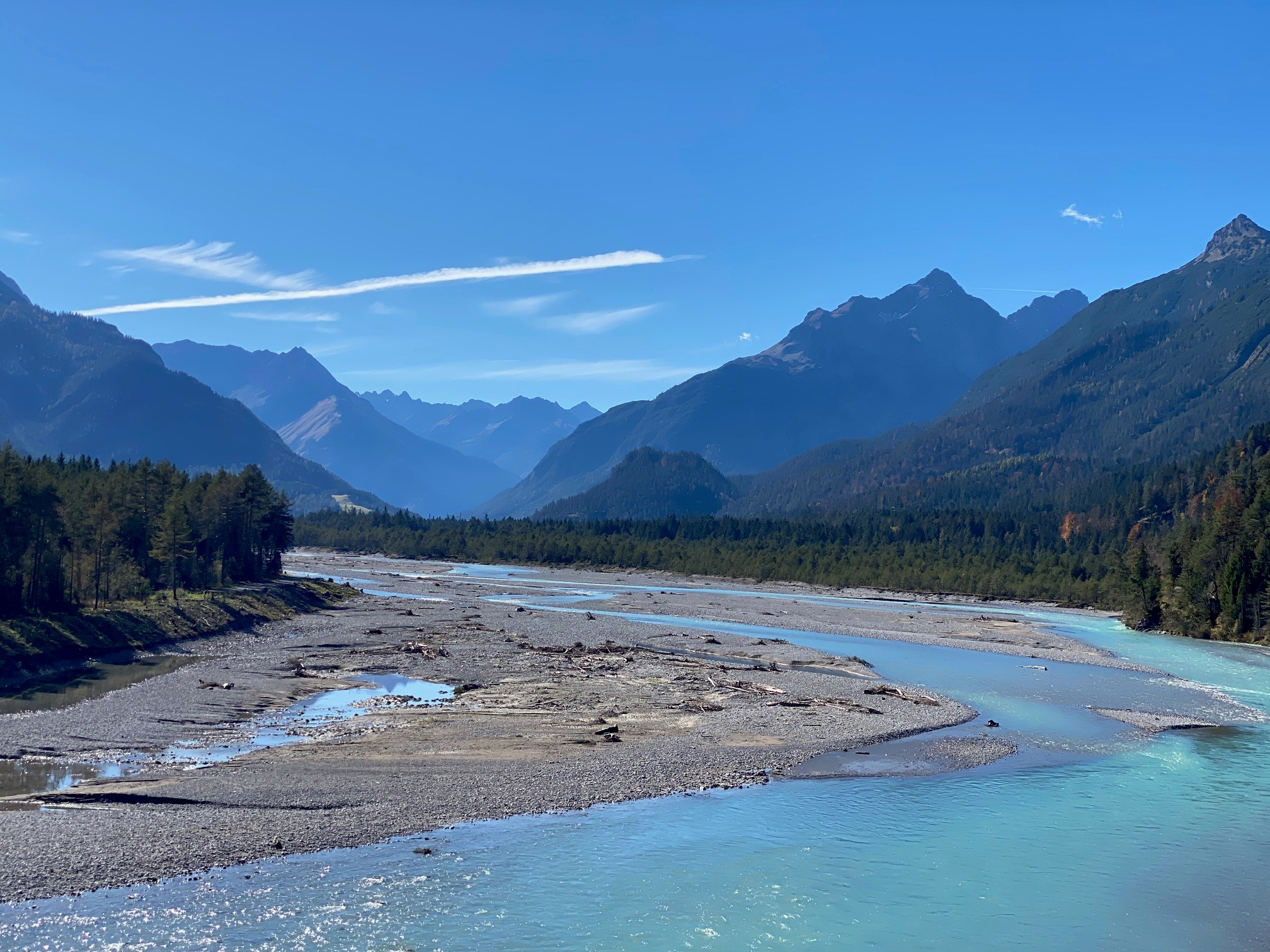
Lechzopf bei Forchach
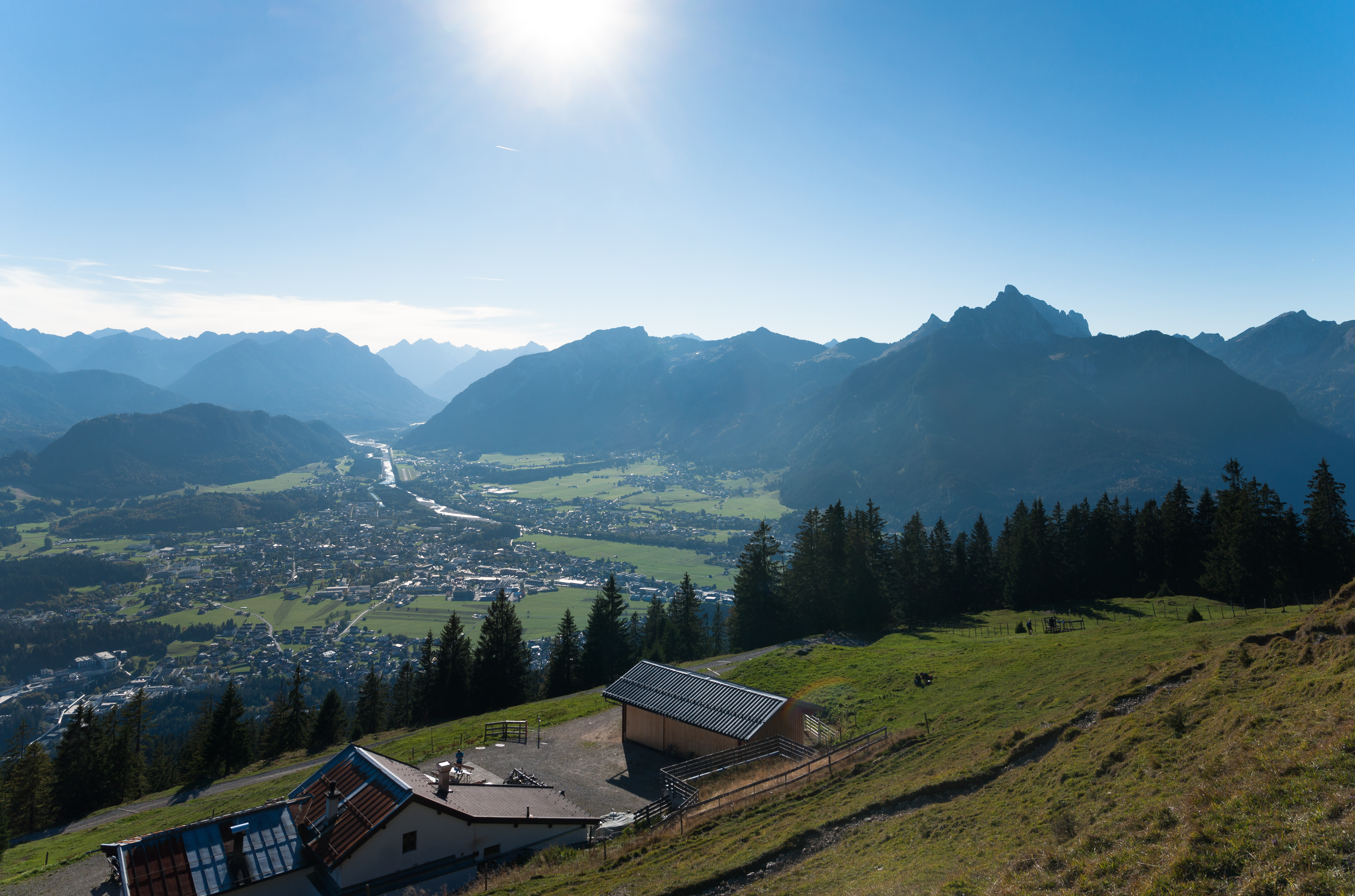
Der Lech im Reuttener Talkessel
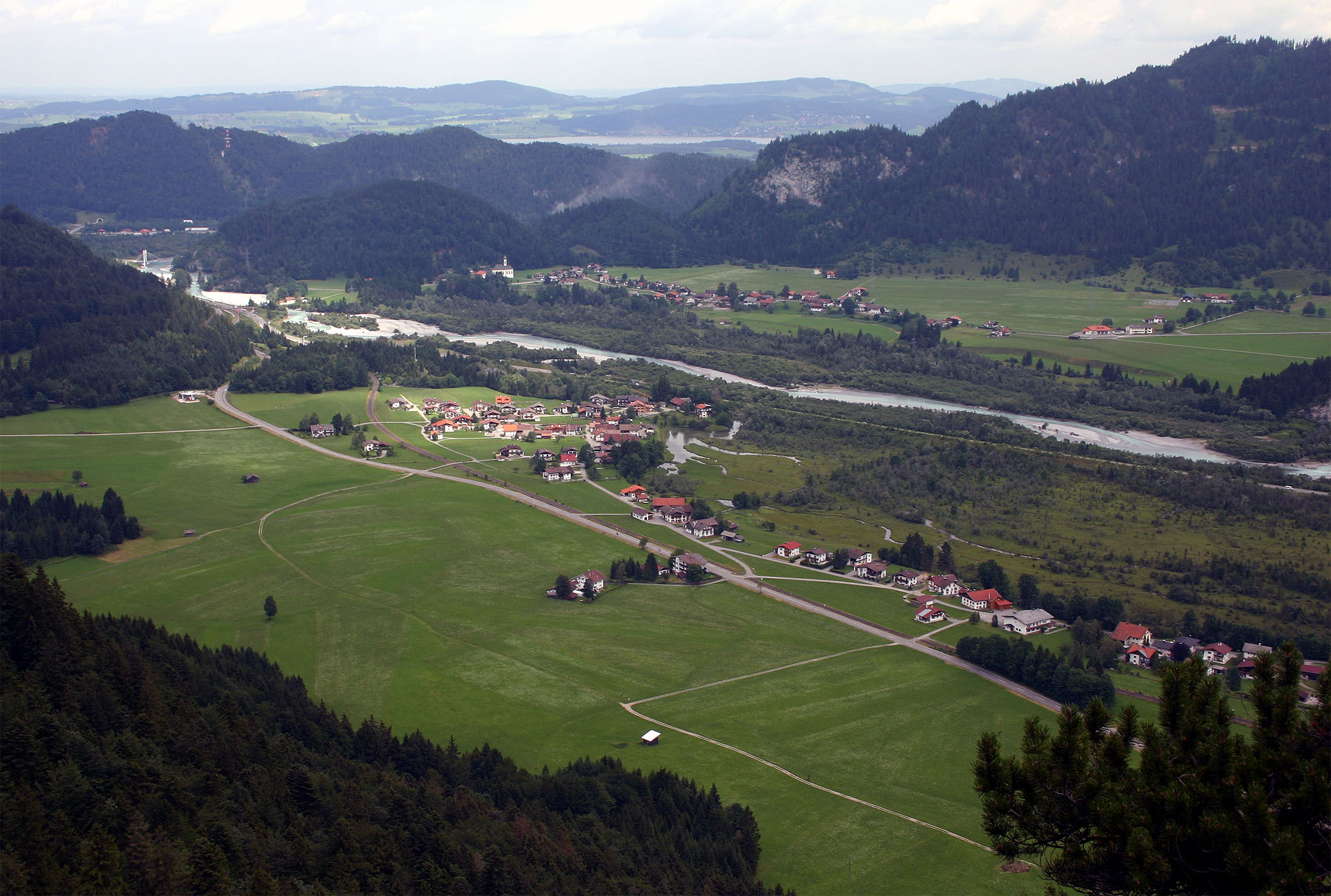
Unterer Verlauf des Lechs (bei Musau)
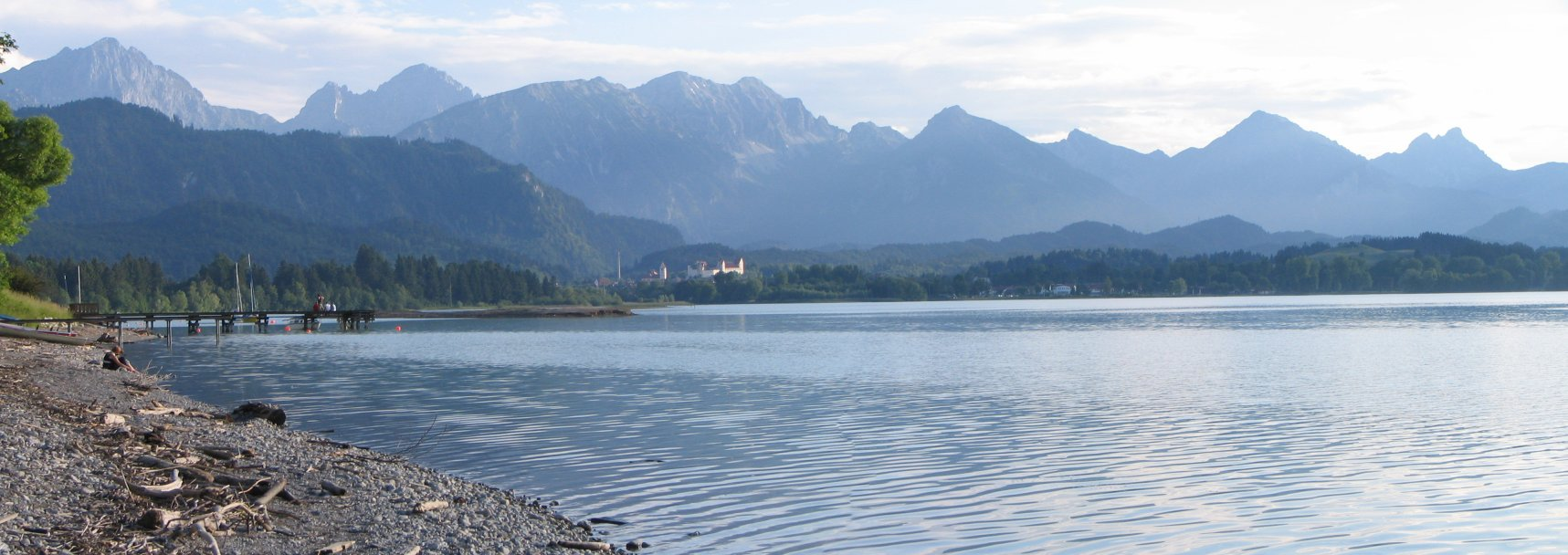
Forggensee (bei Füssen, Blick auf den Taleingang)

### Klima
Das Lechtal weist ein nordalpines Talklima auf. Es ist für Wetterfronten und Wind leichter als inneralpine Täler zu erreichen, durch die Staulage gegen Nordwest ist es nach dem Bregenzerwald, dem Arlberggebiet und dem Salzkammergut eine der niederschlagsreichsten Gegenden Österreichs. Der Jahresniederschlag beträgt im Mittel der Jahre 1971–2000 in Holzgau 1334,8 mm und in Reutte 1376,1 mm.
|                        | Jan  | Feb  | Mär  | Apr  | Mai   | Jun   | Jul   | Aug   | Sep   | Okt  | Nov   | Dez   |   |         |
| Mittl. Temperatur (°C) | −3,9 | −2,5 | 0,9  | 4,2  | 9,5   | 12,3  | 14,6  | 14,2  | 10,8  | 6,2  | 0,0   | −3,0  | ⌀ | 5,3     |
| Mittl. Tagesmax. (°C)  | 0,4  | 3,8  | 7,6  | 10,7 | 16,3  | 18,7  | 21,3  | 21,2  | 18,1  | 13,2 | 4,8   | 0,7   | ⌀ | 11,4    |
| Mittl. Tagesmin. (°C)  | −7,3 | −6,7 | −3,5 | −0,5 | 3,7   | 6,6   | 8,9   | 8,9   | 5,9   | 1,9  | −3,3  | −6,1  | ⌀ | 0,7     |
|                        |      |      |      |      |       |       |       |       |       |      |       |       |   |         |
| Niederschlag (mm)      | 91,4 | 84,5 | 91,1 | 76,7 | 100,9 | 151,7 | 177,7 | 165,4 | 110,1 | 82,0 | 102,5 | 100,8 | Σ | 1.334,8 |

| −7,3 |

| −6,7 |

| −3,5 |

| −0,5 |

| 3,7 |

| 6,6 |

| 8,9 |

| 8,9 |

| 5,9 |

| 1,9 |

| −3,3 |

| −6,1 |

| −7,3 |

| −6,7 |

| −3,5 |

| −0,5 |

| 3,7 |

| 6,6 |

| 8,9 |

| 8,9 |

| 5,9 |

| 1,9 |

| −3,3 |

| −6,1 |

| N i e d e r s c h l a g | 91,4 | 84,5 | 91,1 | 76,7 | 100,9 | 151,7 | 177,7 | 165,4 | 110,1 | 82,0 | 102,5 | 100,8 |
|                         | Jan  | Feb  | Mär  | Apr  | Mai   | Jun   | Jul   | Aug   | Sep   | Okt  | Nov   | Dez   |

## Geschichte
Das Lechtal und das Reuttener Talbecken weisen nur wenige prähistorische Funde auf. Es wird angenommen, dass Kelten aus dem Allgäu in das Lechtal kamen, um in den Lechauen zu jagen. Funde wie Beile, Pfeilspitzen und Dolche deuten auf ihre Anwesenheit hin. Der Name „Lic“ soll vom keltischen Stamm der Likatier stammen und bedeutet entweder „der Steinreiche“ oder „der Schnellfließende“.
Im Jahr 15 v. Chr. eroberten die Römer unter Kaiser Augustus das Gebiet und bauten die Via Claudia Augusta. Der Name „Lic“ wurde in „Liccus“ umgewandelt, was in der lateinischen Sprache ähnliche Bedeutungen hat.
Ab etwa 500 n. Chr. erlebte das Gebiet mehrere Siedlungswellen. Alemannische Stämme, Rätoromanen, Bajuwaren und Walser wanderten in das heutige Gebiet des Naturparks Tiroler Lech ein.
Ein trauriges Kapitel der Lechtaler Geschichte sind die Schwabenkinder. Aufgrund von Nahrungsmangel mussten die ältesten Kinder im Frühjahr über die Berge ins Allgäu nach Kempten oder Isny gehen, um auf Kindermärkten als Arbeitskräfte an dortige Bauern verdingt zu werden. Im Winter kehrten sie zu ihren Familien nach Tirol zurück.
Viele Handwerker und Handelsleute aus der Naturparkregion zogen in früheren Zeiten in die Fremde, um ihr Glück zu suchen. Der künstlerische Ruf der Lechtaler ist bis heute erhalten geblieben, insbesondere durch die Arbeiten der Holzbildhauer und die schauspielerischen Leistungen der Geierwallybühne, der größten Freilichtbühne Tirols.

## Wirtschaft
Überwiegend sind Industrie- und Gewerbegebiete vor allem im Reuttener Becken vorhanden. Der Vorarlberger Teil des oberen Lechtals gilt als bekannte Skiregion, hier befindet sich ein Teil des Skigebietes Ski Arlberg in Lech und in Warth. Während das übrige Tal touristisch eher wenig erschlossen ist, gibt es trotzdem einen Liftverbund, welcher aus vereinzelten Liftanlagen in den diversen Ortschaften des Tals besteht, die Skipässe für Ski Arlberg sind seit der Wintersaison 2015/16 ebenfalls dort gültig.  Aufgrund der zahlreichen Wandermöglichkeiten und des zunehmenden Angebots an Outdooraktivitäten wird auch der Sommertourismus immer wichtiger.

## Dialekt

Das traditionelle Verbreitungsgebiet westoberdeutscher (=alemannischer) Dialektmerkmale im 19. und 20. Jahrhundert. Das österreichische Lechtal liegt am Südostrand dieses Gebiets. Zu erkennen ist die Dreigeteiltheit des österreichischen Lechtals.

Das österreichische Lechtal zeichnet sich durch eine außergewöhnliche Mundartsituation aus, welche das Lechtal in drei unterschiedliche Mundarträume gliedert. Die Gemeinden im obersten Talbereich bis einschließlich Steeg und Kaisers gehören zum Höchstalemannischen. Das mittlere Lechtal von Holzgau bis Stanzach wird dem bairischen Dialektraum zugeordnet. Im untersten Talbereich ab Forchach im Osten bis Lähn (Gemeinde Bichlbach), überwiegen schwäbische Mundartkennzeichen. Der höchstalemannische und der schwäbische Raum sind Teil des alemannischen Dialektraums (siehe auch Grenzorte des alemannischen Dialektraums).

## Nationalpark/Naturpark
Im Tiroler Lechtal war ein Nationalpark Tiroler Lechtal geplant. Er sollte ein Gebiet von 4138 Hektar umfassen.
Seit 1997 waren konkrete Bemühungen im Gange, die Lechauen und ihre Seitentäler zu einem Nationalpark zu erklären. Bereits 2000 wurde das Gebiet als Natura 2000 an die Europäische Kommission in Brüssel gemeldet (Europaschutzgebiet Lechtal). Anfang Februar 2003 wurde das offizielle Begutachtungsverfahren für ein Nationalparkgesetz Tiroler Lechtal eingeleitet. Schließlich erfolgte die Entscheidung für einen Naturpark und gegen einen international anerkannten Nationalpark unter anderem wegen Konflikten mit der Jagd.
Die Tiroler Landesregierung beschloss allerdings im Jahr 2004 stattdessen die Errichtung eines Naturschutzgebietes und vergab gleichzeitig das Prädikat Naturpark (Naturpark Tiroler Lech).

## Bauwerke & Sehenswürdigkeiten

### Naturschönheiten
- Formarinsee: Ein wunderschöner Bergsee, der 2015 zum schönsten Platz Österreichs gekürt wurde. Hier entspringt der Lech und es gibt zahlreiche Wanderwege in der Umgebung.
- Simmswasserfall: Ein beeindruckender Wasserfall in der Nähe von Holzgau, der besonders nach Regenfällen spektakulär ist.[4]
- Doser-Wasserfall: Ein Naturphänomen im unteren Lechtal, nahe Häselgehr. Der Wasserfall entsteht aus dem Doserbach. Er ist besonders dafür bekannt, dass er jedes Jahr im April entspringt und im November wieder versiegt. Die Ursache für dieses Phänomen ist noch nicht vollständig geklärt.[5]
- Lechfall Füssen: Ein beeindruckender Wasserfall, der sich in der Nähe von Füssen befindet und ein beliebtes Wanderziel ist.

### Historische Bauwerke
- Burg Ehrenberg: bei Reutte. Eine historische Burgruine, die auf das Jahr 1296 zurückgeht. Die Burganlage umfasst mehrere Gebäude und bietet beeindruckende Ausblicke.
- Kirche zum Heiligen Joseph: Diese denkmalgeschützte Kirche in Boden beeindruckt mit ihrer prächtigen Barockorgel und einem Hochaltar.
- Pfarrkirche Hl. Martin: Eine spätklassizistische Kirche in Häselgehr, die mit reichen Wandmalereien, Glasfenstern und Mosaiken überrascht.

### Brücken
- Hängebrücke Highline179: Eine der längsten Fußgängerhängebrücken der Welt, die die Burgruine Ehrenberg mit dem Fort Claudia verbindet.
- Hängebrücke Holzgau: Eine spektakuläre Hängebrücke über die Höhenbachtalschlucht, die atemberaubende Ausblicke bietet.
- Hängebrücke Forchach: Eine Hängebrücke über den Lech, mit eindrucksvollem Ausblick auf den Fluss und umliegend Berge der Lechtaler Alpen.

## Kultur
- Geierwally Freilichtspiele: Ein Freilichttheater in Elbigenalp, das jährlich Aufführungen der berühmten Geierwally-Geschichte bietet.
- Almdorf Fallerschein: Das größte Tiroler Almdorf, bestehend aus über 40 hölzernen Berghütten. Ein idyllisches Ausflugsziel für Familien.[6]

## Flora und Fauna
Erwähnenswert sind die inneralpine Flusslandschaft mit ihren Wacholderbäumen, mit den Beständen der Deutschen Tamariske (Myricaria germanica), der Vogelreichtum und mindestens 1160 nachgewiesene Blütenpflanzen.

## Film
- Lechtal – Lebensraum Berg. Dokumentarfilm, Österreich, 2003, 43:40 Min., Buch: Maria Magdalena Koller, Regie: Hans-Peter Stauber, Produktion: Interspot Film, ORF, Reihe: Universum, Inhaltsangabe  von 3sat.